# Saint-Quentin-sur-le-Homme
 Saint-Quentin-sur-le-Homme  es una población y comuna francesa, situada en la región de Baja Normandía, departamento de Mancha, en el distrito de Avranches y cantón de Ducey.

## Demografía
| 824 | 807 | 830 | 1004 | 1007 | 1090 |
| Para los censos de 1962 a 1999 la población legal corresponde a la población sin duplicidades (Fuente: INSEE [Consultar]) |     |     |      |      |      |